# NHK Symphony Orchestra
La NHK Symphony Orchestra (NHK交響楽団?, Enueichikei Kōkyō Gakudan) di Tokyo è un'orchestra giapponese che venne fondata nel 1926 come New Symphony Orchestra e fu la prima orchestra sinfonica del Giappone. Successivamente venne denominata Japan Symphony Orchestra e nel 1951, dopo aver ricevuto supporto finanziario dalla NHK, assunse il nome attuale. Essa è considerata l'orchestra più rappresentativa del paese.
Vladimir Ashkenazy è l'attuale direttore musicale dell'orchestra, mentre Charles Dutoit è il direttore emerito. Wolfgang Sawallisch è a sua volta direttore onorario.
Nel dicembre del 1962 fu al centro di una controversia nella quale alcuni strumentisti, non soddisfatti dello stile e della personalità del maestro Seiji Ozawa, rifiutarono di suonare sotto la sua direzione. Ozawa andò poi a dirigere la Japan Philharmonic Orchestra.

## Direttori musicali
- Hidemaro Konoye (gennaio 1926–febbraio 1935)
- Josef König (aprile 1927–aprile 1929)
- Nicolai Schifferblatt (luglio 1929–luglio 1936)
- Joseph Rosenstock (agosto 1936–settembre 1946 Direttore a tempo pieno; marzo 1956–marzo 1957 Direttore principale)
- Hisatada Otaka (aprile 1942–febbraio 1951† Direttore a tempo pieno)
- Kazuo Yamada (aprile 1942–luglio 1951 Direttore a tempo pieno)
- Shin'ichi Takata (aprile 1944–maggio 1951 Direttore a tempo pieno)
- Kurt Wöss (settembre 1951–agosto 1954 Direttore principale)
- Niklaus Aeschbacher (agosto 1954–marzo 1956 Direttore principale)
- Wilhelm Loibner (marzo 1957–febbraio 1959 Direttore principale)
- Wilhelm Schüchter (febbraio 1959–marzo 1962 Direttore principale)
- Alexander Rumpf (agosto 1964–luglio 1965 Direttore principale)
- Hiroyuki Iwaki (febbraio 1969–giugno 2006† Direttore permanente)
- Tadashi Mori (febbraio 1979–maggio 1987† Direttore permanente)
- Yuzo Toyama (febbraio 1979– Direttore permanente)
- Hiroshi Wakasugi (aprile 1995–luglio 2009† Direttore permanente)
- Charles Dutoit (settembre 1996–agosto 1998 Direttore principale; settembre 1998–agosto 2003 Direttore musicale)
- Vladimir Ashkenazy (settembre 2004–agosto 2007 Direttore musicale)
- André Previn, KBE (settembre 2009– Direttore principale ospite)
- Tadaaki Otaka, CBE (gennaio 2010– Direttore permanente)
- Paavo Järvi (ottobre 2015- direttore principale)

## Direttori onorari
- Joseph Rosenstock (agosto 1951–ottobre 1985†)
- Joseph Keilberth (gennaio 1967–luglio 1968†)
- Lovro von Matačić (gennaio 1967–gennaio 1985†)
- Wolfgang Sawallisch (gennaio 1967–ottobre 1994; novembre 1994; febbraio 2013†)
- Otmar Suitner (gennaio 1973–gennaio 2010†)
- Horst Stein (marzo 1975–luglio 2008†)
- Herbert Blomstedt (gennaio 1986–)
- Charles Dutoit (settembre 2003– Direttore musicale emerito)
- Vladimir Ashkenazy (settembre 2007–)